# Haliclystus tenuis
Haliclystus tenuis is een neteldier uit de klasse Staurozoa. 
Het dier komt uit het geslacht Haliclystus en behoort tot de familie Haliclystidae. Haliclystus tenuis werd in 1910 voor het eerst wetenschappelijk beschreven door Kamakichi Kishinouye.